# Breviceps carruthersi
Breviceps carruthersi é uma espécie de anfíbio anuro da família Brevicipitidae. O seu estado de conservação ainda não foi avaliado pela Lista Vermelha da UICN. Está presente em África do Sul.